# Fredrik Wenzel
Karl Fredrik Wenzel, född 1 september 1978 i Fässbergs församling i Mölndal, är en svensk fotograf, regissör och manusförfattare.
Han har bland annat skrivit manus till Farväl Falkenberg och regisserade tillsammans med Henrik Hellström Man tänker sitt. Han fotograferade Ruben Östlunds film Turist som vann juryns pris på 2014 års Cannesfestival. År 2014 belönades han med Sven Nykvist Cinematography Award. För Turist fick Wenzel 2014 års Guldbagge för bästa foto efter att ha blivit dubbelnominerad för Turist och The quiet roar. 2017 fotograferade han The Square som vann Guldpalmen vid filmfestivalen i Cannes. 2020 fotograferade han HBOs "We are who we are" regisserad av italienska Luca Guadagnino och 2022 Ruben Östlunds Triangle of Sadness som även den vann Guldpalmen i Cannes och nominerades till en Oscar för bästa utländska film. Han fotograferade sin första amerikanska film Problemista i regi av Julio Torres 2024 samt regisserade en dokumentär om Nina Hedenius samma år.

## Filmografi
- Midsund, 2001 (regi, manus, foto) - kortfilm
- Farväl Falkenberg, 2006 (manus, foto)
- Apan, 2009 (foto)
- Broder Daniel Forever, 2009 (regi, foto)
- Man tänker sitt, 2009 (regi, manus, foto)
- Småvilt, 2009 (foto) - kortfilm
- De fem sinnena, 2010 (foto) - kortfilm
- Kontraktet, 2010 (foto) - kortfilm
- The quiet roar, 2013 (foto)
- Turist, 2014 (foto)
- The square, 2017 (foto)
- Vi bara lyder, 2018 (regi, manus, foto) - kortfilm
- Charismatic Megafauna, 2019 (regi och foto)
- We are who we are, 2020 (foto)
- Triangle of Sadness, 2022 (foto)
- After Work, 2023 (foto)
- Nina Hedenius – ett ögonblick i sänder, 2023 (regi och foto)[3]
- Problemista, 2024 (foto)
- The Entertainment System is Down, 2026 (foto)